# Tage Leegaard
Tage Leegaard (født 5. november 1954 i Thisted) er en dansk politiker, der var medlem af Folketinget for Det Konservative Folkeparti fra 1. januar 2010 til 15. september 2011. Han indtrådte i Folketinget ved Knud Kristensens mandatnedlæggelse. Leegaard blev valgt til regionsrådet i Region Nordjylland i 2017.
Leegaard blev matematisk student fra Thisted Gymnasium i 1973 og efterfølgende uddannet befalingsmand fra Sergentskolen i Sønderborg i 1975. I 1978 blev han uddannet landmand fra Hammerum Landbrugsskole og i 2006 meritlærer fra Skive Seminiarium.
Han var fra 1979 til 1999 gårdejer og mælkeproducent i Sønderhå i Thy, og fra 2000 til 2003 kvægavlsrådgiver ved Kvægavlerforeningen HMT. Fra 2005 til 2009 var han lærer i Hvidbjerg Mors og Hanstholm.
Leegaards var kredsformand for Konservative i Thistedkredsen fra 1998 til 2001. I 2001 blev han 1. suppleant til byrådet i den gamle Thisted Kommune. I 2006 blev han medlem af det afgående byråd. Han var ikke kandidat ved byrådsvalget i den nye kommune i 2005. I november 2009 blev han nyvalgt til Thisted Byråd. 
Han blev opstillet til Folketinget i Thistedkredsen i 2007 og blev 1. suppleant ved valget samme år. Han blev derfor medlem af tinget, da Knud Kristensen i 2010 udtrådte for at blive borgmester. Ved siden af sit politiske virke har Tage Leegaard en række bestyrelsesposter, bl.a. i Nationalpark Thy.
Tage Leegaard er gift med social- og sundhedshjælper Pia Leegaard. Parret har tre voksne børn.